# هوارد إف. زاكس
هوارد إف. زاكس (بالإنجليزية: Howard F. Sachs)‏ هو قاضي ومحامي أمريكي، ولد في 13 سبتمبر 1925 في كانساس سيتي في الولايات المتحدة.